# メンポー・チョンティチャー
メンポー・チョンティチャー（タイ語: แมงปอ ชลธิชา、英: Mangpor Chonthicha、1983年5月12日 - ）は、タイの歌手。1998年、28歳Nopporn Silvergoldのもとでアーティストとして契約を結んでいる。

## 略歴
- 1983年\5月12日 タイ王国コーンケン県で生まれた。
- 1997年 Nopporn Silvergoldにの歌手として業界に入り。
- 2012年 R-siamにの歌手として業界に入り。[4]

## 作品

### アルバム
- Sao Sip Hok (สาว 16)
- Noo Kluay Tukkae (หนูกลัวตุ๊กแก)
- Tam Ha Som Chai (ตามหาสมชาย)
- Nang Sao Nanzee (นางสาวแนนซี่)
- Mae Kruay Hua Khai (แม่ครัวหัวไข่)
- Mang Poe Loe Rak (แมงปอล้อรัก)
- Tha Rak (ท้ารัก)
- Jhonny Thee Rak (จอห์นนี่ที่รัก)
- Rued Kha (เริ่ดค่ะ)